# 切涅泰
切涅泰，是匈牙利包尔绍德-奥包乌伊-曾普伦州所辖的一个村。总面积10.00平方公里，总人口432，人口密度43.2人/平方公里（2011年1月1日）。